# Siderurgistul Galați
Il Siderurgistul Galați è stata una società calcistica rumena con sede nella città di Galați, fondata nel 1961 e attiva fino al 1967, anno in cui si è sciolta.

## Storia
Secondo alcune fonti, esiste un legame tra il Siderurgistul e la Dinamo Galați che disputò il campionato in Divizia B nel 1955 e a cavallo tra gli anni 50 e 60. Appare con il nome Siderurgistul nel 1962-63, campionato vinto con la conseguente promozione in Divizia A e finalista di Coppa di Romania.
In massima serie disputa due campionati, il 1963-64 e il 1965-66 entrambi terminati all'ultimo posto. Al termine del campionato 1966-67, fallito l'obiettivo della terza promozione (la squadra termina il campionato al secondo posto), si scioglie e i giocatori vengono ceduti al FC Politehnica Galați

## Nomi ufficiali della squadra
- CSO Galați (1961-1962)
- Siderurgistul Galați (1962-1967)

## Palmarès

### Altri piazzamenti
- Coppa di Romania:

Finalista: 1962-1963